# Шипман (Вирџинија)
Шипман (енгл. Shipman) насељено је место без административног статуса у америчкој савезној држави Вирџинија.

## Демографија
По попису из 2010. године број становника је 507.
| Група             | 2000.    | 2010.       |
| Белци             | 0 (0,0%) | 360 (71,0%) |
| Афроамериканци    | 0 (0,0%) | 121 (23,9%) |
| Азијати           | 0 (0,0%) | 0 (0,0%)    |
| Хиспаноамериканци | 0 (0,0%) | 17 (3,4%)   |
| Укупно            | 0        | 507         |